# Rangleklods
Rangleklods er en electro-kunstner fra Danmark, og består af Esben Nørskov Andersen, og fra 2014 til 2019 tillige af Pernille Smith-Sivertsen. Rangleklods har turneret i Danmark og i Tyskland, England, Frankrig og en lang række andre europæiske lande. På Roskilde Festival 2012 spillede Rangleklods for et pakket Cosmopol.

## Diskografi
- Beekeeper (2012)
- Home EP (2011)
- Straitjacket (2015)
- All About U EP (2020)
- Breathe In, Breathe Out (2024)